# Isa bin Sulman al-Khalifa
Iça ou Isa bin Sulman al-Khalifa (em árabe: عيسى بن سلمان آل خليفة‎) (Jasra, 3 de junho de 1933 — Manama, 6 de março de 1999) foi emir do Barém de 1960 até sua morte. Ele se tornou emir após o falecimento de seu pai, Salman ibn Hamad.
Foi inteiramente educado no emirado, embora tenha viajado pela Europa.
Durante os 38 anos de reinado transformou o país em uma nação moderna e centro financeiro chave do Golfo Pérsico. Entretanto, críticos apontam que ele dissolveu o parlamento, dando poder absoluto à família real.

## Família
Em 1949 casou-se com Hassa al Khalifa, também nascida em 1933, e deste matrimônio tiveram os seguintes filhos:
- Hamad bin Isa Al Khalifa, que o sucedeu[1]
- Rashid bin Isa Al Khalifa
- Abdullah bin Isa Al Khalifa
- Muhammed bin Isa Al Khalifa
- Ali bin Isa Al Khalifa
- Shaikha bint Isa Al Khalifa
- Noora bint Isa Al Khalifa
- Mariam bint Isa Al Khalifa
- Muneera bint Isa Al Khalifa